# Wiskundig tijdschrift
Een wiskundig tijdschrift is een wetenschappelijk tijdschrift dat uitsluitend of bijna uitsluitend artikelen over de wiskunde publiceert. Een praktische definitie van de huidige stand van de wiskunde als een onderzoeksterrein, is dat deze bestaat uit stellingen met bewijzen, die worden gepubliceerd in gerenommeerde wiskundige tijdschriften, en waar aan de publicatie een proces van collegiale toetsing vooraf is gegaan. 
Een relatief klein deel van de wiskundige artikelen met betrekking tot de zuivere wiskunde worden gepubliceerd in meer algemenere, wetenschappelijke tijdschriften. Toegepaste wiskunde artikelen worden ook wel gepubliceerd in bladen die zich meer op de techniek, biologie, economie of andere wetenschappen richten. 
Enkele van de meest prestigieuze tijdschriften in zuivere wiskunde zijn de Annals of Mathematics, de Publications Mathématiques de l'IHÉS, de Journal of the American Mathematical Society en de Inventiones Mathematicae.